# Gynoplistia krangalang
Gynoplistia krangalang är en tvåvingeart som beskrevs av Günther Theischinger 1993. Gynoplistia krangalang ingår i släktet Gynoplistia och familjen småharkrankar. Inga underarter finns listade i Catalogue of Life.